# Lechriodus platyceps
Lechriodus platyceps es una especie  de anfibio anuro de la familia Limnodynastidae. Se encuentra en Nueva Guinea Occidental (Indonesia).